# TŻ Lublin
TŻ Lublin – polski klub żużlowy z Lublina. W latach 2001–2007 brał udział w rozgrywkach ligowych. W późniejszym czasie przestał funkcjonować.

## Historia
Po rozwiązaniu Motoru Lublin powstał Lubelski Klub Żużlowy. Nowy klub powstawał na zgliszczach dawnej drużyny. LKŻ startował w lidze w latach 1996-2000. Następnie w Lublinie powstało Towarzystwo Żużlowe Lublin, które awansowało w 2002 roku do I ligi. Następnie wspierane przez sponsora tytularnego Sipma S.A., kontynuowało rozgrywki. W roku 2004 lublinianie wystartowali w barażach o awans do ekstraligi, jednak przegrali z ZKŻ Zielona Góra. W 2007 TŻ Lublin spadł z I ligi, nie uzyskał licencji na start w rozgrywkach ligowych i zakończył swoją działalność. W roku 2008 w Lublinie nie było klubu startującego w lidze. Od sezonu 2009 w rozgrywkach startował Klub Motorowo-Żużlowy Lublin.

## Poszczególne sezony
| Sezon | Rozgrywki ligowe | Rozgrywki ligowe | Rozgrywki ligowe | Uwagi                         |
| Sezon | Liga             | Liga             | Miejsce          | Uwagi                         |
| ----- | ---------------- | ---------------- | ---------------- | ----------------------------- |
| 2001  | III              | II liga          | 6/7              |                               |
| 2002  | III              | II liga          | 1/7              |                               |
| 2003  | II               | I liga           | 3/8              |                               |
| 2004  | II               | I liga           | 2/7              | Przegrane baraże o awans      |
| 2005  | II               | I liga           | 6/8              |                               |
| 2006  | II               | I liga           | 5/7              |                               |
| 2007  | II               | I liga           | 7/8              | Przegrane baraże o utrzymanie |

| Poziom ligowy | Liczba sezonów | Sezony    |
| ------------- | -------------- | --------- |
| II            | 5              | 2003–2007 |
| III           | 2              | 2001–2002 |

## Osiągnięcia

### Międzynarodowe
Poniższe zestawienia obejmują osiągnięcia klubu oraz indywidualne osiągnięcia zawodników krajowych (w zawodach drużynowych, par i indywidualnych) i zagranicznych (w zawodach indywidualnych) w rozgrywkach pod egidą FIM oraz FIM Europe.

#### Mistrzostwa Europy
Indywidualne mistrzostwa Europy
- 1. miejsce (2):
  - 2002 –  Magnus Zetterström
  - 2005 –  Jesper Bruun Jensen

Indywidualne mistrzostwa Europy juniorów
- 1. miejsce (1):
  - 2006 –  Jurica Pavlic